# Jan van der Waart
Johannes (Jan) Nicolaas van der Waart est un compositeur, chef d'orchestre et musicothérapeute néerlandais né à La Haye le 5 novembre 1914.

## Biographie
Van der Waart fait des études de violoncelle, de basson et de composition au conservatoire royal de La Haye. À vingt-deux ans, il est nommé basson soliste de l'orchestre philharmonique de Rotterdam. 
Il commence à diriger des orchestres lors des May-week-concerts du King's College de Cambridge. En 1963, il prend la tête du Zuid-Hollands orkest puis dirige le Noordhollands Philharmonisch Orkest, le Overijssels Philharmonisch Orkest et le Brabants Orkest.
Comme musicothérapeute, il travaille pendant seize ans dans des instituts psychiatriques.
Il a écrit des pièces pour cor (avec et sans orchestre), des musiques de film, des pièces pour orchestre et pour harmonie.

## Œuvres

### Pour harmonie
- 1969 Schotse Suite
- 1970 Concert, pour clarinette et harmonie
- 1975 Ouverture M'ami
- 1978 Capriccio, pour trombone et harmonie
- 1982 Dialogue, pour deux trompettes et harmonie
- 1985 Feestouverture
- 1986 Concertino, pour cor et harmonie

### Pour cor
- Bethlehem
- Ik wil zingen van mijn Heiland
- Wat de toekomst brengen moge

### Musique de film
- 1961 De Laatste passagier